# جورج ديفيدسون (سياسي)
جورج ديفيدسون هو سياسي كندي، ولد في 1850، وتوفي في 1935.